# Hollywood (Alabama)
Hollywood és una població dels Estats Units a l'estat d'Alabama. Segons el cens del 2000 tenia 950 habitants.

## Demografia
Segons el cens del 2000, Hollywood tenia 950 habitants, 375 habitatges, i 265 famílies. La densitat de població era de 41,2 habitants/km².
Dels 375 habitatges en un 32,8% hi vivien nens de menys de 18 anys, en un 51,2% hi vivien parelles casades, en un 14,7% dones solteres, i en un 29,1% no eren unitats familiars. En el 25,3% dels habitatges hi vivien persones soles el 8% de les quals corresponia a persones de 65 anys o més que vivien soles. El nombre mitjà de persones vivint en cada habitatge era de 2,53 i el nombre mitjà de persones que vivien en cada família era de 3,03.
Per edats la població es repartia de la següent manera: un 26,7% tenia menys de 18 anys, un 7,1% entre 18 i 24, un 31,8% entre 25 i 44, un 24,7% de 45 a 60 i un 9,7% 65 anys o més.
L'edat mediana era de 37 anys. Per cada 100 dones hi havia 94,3 homes. Per cada 100 dones de 18 o més anys hi havia 92,8 homes.
La renda mediana per habitatge era de 27.500 $ i la renda mediana per família de 34.306 $. Els homes tenien una renda mediana de 26.667 $ mentre que les dones 21.563 $. La renda per capita de la població era de 16.498 $. Aproximadament el 6,8% de les famílies i l'11,2% de la població estaven per davall del llindar de pobresa.

## Poblacions properes
El següent diagrama mostra les poblacions més properes.